# Capilla de San Ambrosio (Tlaquepaque)
La capilla de San Ambrosio, ubicada en el cerro del cuatro, al sur de la ciudad, en el municipio de San Pedro Tlaquepaque, Jalisco; pertenece a la parroquia de Santa María del Tepeyác, Decanato de Polanco, en la Arquidiócesis de Guadalajara, México. Tuvo sus orígenes desde los primeros asentamientos urbanos existentes en esta zona a causa de la expansión de la macha urbana alrededor del año 1980. La necesidad de tener un lugar de culto para la comunidad católica de esta zona impulsa la edificación de este Templo, ya que por aquellas fechas la capilla más cercana se encontraba aproximadamente a 1 kilómetro de distancia la cual debía ser recorrida diariamente a pie por los habitantes ya que no existía el servicio de transporte necesario para su traslado.

## Ubicación
Esta capilla se encuentra ubicada en la colonia Mezquitera, una de las más populares Tlaquepaque, la cual atiende aproximadamente a 3,000 feligreses en sus ceremonias religiosas y distintos espacios de esparcimiento y ayuda social que ofrece.

## Desarrollo Comunitario
En sus comienzos la capilla de San Ambrosio fue erigida sobre un terreno ejidal donado por una persona de la cual no se precisa exactamente, pero se sabe fue un colono de esta comunidad. En el año de 1981, a través de un proyecto analizado y evaluado por la Compañía de Jesús de la Provincia mexicana, fueron enviados misioneros jesuitas a promover el desarrollo social, espiritual y comunitario, trasmitiendo la espiritualidad de San Ignacio de Loyola, "En todo amar y servir", cuyo espíritu ha impulsado la vida comunitaria. Actualmente ese espíritu ha motivado la creación de diversos proyectos sociales dirigidos a la mejora de las condiciones sociales y de desarrollo humano de las miembros de la comunidad.

## Trabajo Social
A través del paso de los años, las personas que has trabajo en los proyectos han promovido por mencionar algunos:
- Campaña de Lucha contra las Adicciones.
- Campaña de Información y Prevención de VIH SIDA.
- Diplomado sobre Derechos Humanos.
- Diplomado sobre Derechos Laborales.
- Escuela de Cocina.
- Escuela de Kárate.
- Promoción de Escuela Preparatoria Abierta.
- Diplomado en Teología.
- Escuela de Baile contemporáneo.
- Entrenamiento civil militarizado (Pentatlón).
- Clases de Idiomas.
- Caja de Ahorro popular.
- Cooperativa de Consumo comunitario.

En todos los proyectos, así como los distintos talleres han participado diferentes instituciones e integrantes de Escuelas y Universidades de la ciudad tales como ITESO, TEC de Monterrey, Instituto de Ciencias, entre otras, de igual manera por parte del H. Ayuntamiento de Tlaquepaque, así como de diferentes organizaciones civiles tales como Dejando Huella, CEREAL, Vhías de Vida, etc.
El apoyo que se obtiene de las diferentes instituciones y organizaciones civiles no es de carácter económico, es puramente capital humano dispuesto a brindar parte de su conocimiento y aporte a la sociedad, además de contar con la visita de personas de distintos países del mundo, tales como Estados Unidos, Haití, Puerto Rico, Bolivia, esto con el fin de vivir, compartir y experimentar de cerca la calidez y alegría de esta comunidad.

## Coros
A lo largo del trayecto que ha vivido la comunidad de San Ambrosio y el esfuerzo del trabajo jesuita se han desarrollado también el área artística y cultural católica, ya que existen de grupos juveniles que se desarrollan directamente en función pastorales tales como los coros:

### Coro Libertad
Formado originalmente por un grupo de niños; ahora integrado al movimiento juvenil son jóvenes que han trabajado arduamente en la comunidad y que ahora pertenecen al proyecto de desarrollo de la capilla de San Ambrosio.

### Coro Ixois
Este coro ha pasado por varias transformaciones desde su creación, así de llamarse "Caminando Juntos"
a llegar a lo que es Ixois. 
Ya con 16 años de estar sirviendo a la comunidad de San Ambrosio con su canto hacia el Señor, actualmente desempeña su actividad pastoral en la parroquia de Santa María del Tepeyac.

### Coral Nocturno
Este coro tiene alrededor de 15 años al servicio de la comunidad de San Ambrosio, este grupo ha sido el impulsor de diferentes proyectos juveniles, siempre con un sello específico de innovación, mismos que han sido precedentes para las actuales generaciones de grupos juveniles.

## Festividad
La celebración de la edificación de este templo católico es el tercer domingo de octubre, misma que ha ido creciendo en magnitud y fama, ya que es una de las más importantes de la zona, misma que atrae a personas de diferentes lugares a disfrutar principalmente del día último de las festividades, ya que en él se dan una serie de eventos desde las 6:00 a. m. hasta las 12:00 p. m. con un festival artístico y cultural, el cual ha estado organizado por el grupo de Jóvenes y en el que participa la comunidad en varias de las actividades. La música, la diversión, los bailes, el canto, la comida, los antojitos, las luces, los juegos mecánicos y un sinfín de eventos que enriquecen los sentidos finalizan con la tradicional "quema del castillo", que es el espectáculo de fuegos artificiales de distintos tipos que indican el fin de la festividad.

## Conclusión
Dentro de la religión católica, la compañía de Jesús ha ido dejando rastro histórico en el desarrollo de las comunidades, especialmente de las más necesitadas y marginadas, tal es el caso de esta comunidad, donde se cumple con la invitación de San Ignacio de Loyola: "En todo amar y servir" en colaboración con laicos y miembros de otras comunidades religiosas.